# Sulavleermuisparkiet
De Sulavleermuisparkiet (Loriculus sclateri) is een vogel uit de familie Psittaculidae (papegaaien van de Oude Wereld).

## Verspreiding en leefgebied
Deze soort komt voor op de Sula- en Banggai-eilanden en telt twee ondersoorten:
- L. s. ruber: Peleng en de Banggai-eilanden.
- L. s. sclateri: Sula-eilanden.

## Status
De grootte van de populatie is niet gekwantificeerd maar de soort wordt omschreven als algemeen. Op de Rode lijst van de IUCN heeft deze soort de status niet bedreigd.